# 3,3′-Dimethoxybenzidin
3,3′-Dimethoxybenzidin ist eine chemische Verbindung aus der Gruppe der Anisidine bzw. Benzidinderivate.

## Gewinnung und Darstellung
3,3′-Dimethoxybenzidin kann durch Reaktion des Methylethers von o-Nitrophenol mit Zinkstaub und Natronlauge zur Hydrazoverbindung und deren anschließende Reaktion mit Salzsäure gewonnen werden.

## Eigenschaften
3,3′-Dimethoxybenzidin ist ein brennbarer brauner Feststoff, der praktisch unlöslich in Wasser ist. Er zersetzt sich bei Erhitzung, wobei Stickstoffoxide, Kohlenstoffmonoxid und Kohlenstoffdioxid entstehen. Unter Lichteinwirkung färbt es sich Violett.

## Verwendung
3,3′-Dimethoxybenzidin wird zur Herstellung von Azofarbstoffen verwendet.

## Sicherheitshinweise
3,3′-Dimethoxybenzidin ist als möglicherweise krebserregend eingestuft.